# Ceratocanthus clypealis
Ceratocanthus clypealis är en skalbaggsart som beskrevs av Lansberge 1887. Ceratocanthus clypealis ingår i släktet Ceratocanthus och familjen Hybosoridae. Inga underarter finns listade i Catalogue of Life.